# Freedom Award
Der Freedom Award (Freiheits-Preis) wird vom International Rescue Committee verliehen für außerordentliche Beiträge zu den Belangen von Flüchtlingen und Freiheit.
Der erste Freedom Award wurde 1957 an Willy Brandt verliehen. Seitdem gab es 45 Preisträger, davon 23 Amerikaner; die meisten Empfänger sind Politiker.
Zuletzt wurde er 2014 an Menschrechts-Arbeiter verliehen.

## Preisträger
| Jahr | Bild | Empfänger                       | Nationalität                            | Beleg  |
| ---- | --- | ------------------------------- | --------------------------------------- | ------ |
| 1957 | A smiling, older man in a dark suit with a narrow-striped shirt and wide-stripped tie. He has receding but long, wavy hair. | Willy Brandt                    | Deutschland                             | [ 2 ]  |
| 1958 | | Winston Churchill               | Vereinigtes Konigreich                  | [ 3 ]  |
| 1959 | | William Joseph Donovan          | Vereinigte Staaten                      | [ 4 ]  |
| 1960 | | Richard Evelyn Byrd             | Vereinigte Staaten                      | [ 4 ]  |
| 1965 | | George Meany                    | Vereinigte Staaten                      | [ 5 ]  |
| 1966 | | David Dubinsky                  | Russland                                | [ 4 ]  |
| 1967 | | David Sarnoff                   | Vereinigte Staaten                      | [ 6 ]  |
| 1969 | | Lucius D. Clay                  | Vereinigte Staaten                      | [ 4 ]  |
| 1970 | | Jacob K. Javits                 | Vereinigte Staaten                      | [ 6 ]  |
| 1975 | | Bruno Kreisky                   | Osterreich                              | [ 7 ]  |
| 1976 | — | Leo Cherne                      | Vereinigte Staaten                      | [ 4 ]  |
| 1977 | | Hubert Humphrey                 | Vereinigte Staaten                      | [ 5 ]  |
| 1978 | — | Joseph Buttinger                | Osterreich                              | [ 4 ]  |
| 1979 | — | Mary Pillsbury Lord             | Vereinigte Staaten                      | [ 4 ]  |
| 1981 | | Lane Kirkland Irena Kirkland    | Vereinigte Staaten Vereinigte Staaten   | [ 2 ]  |
| 1987 | | Elie Wiesel                     | Rumänien                                | [ 5 ]  |
| 1987 | — | John C. Whitehead               | Vereinigte Staaten                      | [ 8 ]  |
| 1989 | | Sadruddin Aga Khan              | Frankreich Iran Schweiz                 | [ 4 ]  |
| 1989 | | Lech Wałęsa                     | Polen                                   | [ 5 ]  |
| 1990 | | Violeta Barrios de Chamorro     | Nicaragua                               | [ 4 ]  |
| 1991 | — | Fang Lizhi Li Shuxian           | China Volksrepublik China Volksrepublik | [ 4 ]  |
| 1991 | | Javier Pérez de Cuéllar         | Peru                                    | [ 9 ]  |
| 1992 | | Cyrus Vance                     | Vereinigte Staaten                      | [ 6 ]  |
| 1993 | | George Soros                    | Ungarn                                  | [ 10 ] |
| 1993 | — | Dwayne Andreas                  | Vereinigte Staaten                      | [ 4 ]  |
| 1994 | — | Theodore J. Forstmann           | Vereinigte Staaten                      | [ 11 ] |
| 1994 | — | Felix Rohatyn                   | Osterreich                              | [ 11 ] |
| 1995 | | Aung San Suu Kyi                | Myanmar                                 | [ 12 ] |
| 1995 | | Sadako Ogata                    | Japan                                   | [ 12 ] |
| 1995 | | Richard Holbrooke               | Vereinigte Staaten                      | [ 4 ]  |
| 1997 | — | Robert P. De Vecchi             | Vereinigte Staaten                      | [ 6 ]  |
| 1999 | | Madeleine Albright              | Vereinigte Staaten                      | [ 6 ]  |
| 2001 | | John McCain                     | Vereinigte Staaten                      | [ 13 ] |
| 2002 | — | Reynold Levy                    | Vereinigte Staaten                      | [ 14 ] |
| 2002 | | Hamid Karzai                    | Afghanistan                             | [ 15 ] |
| 2003 | | Václav Havel                    | Tschechien                              | [ 12 ] |
| 2004 | | Roméo Dallaire                  | Kanada                                  | [ 16 ] |
| 2005 | | George H. W. Bush Bill Clinton  | Vereinigte Staaten Vereinigte Staaten   | [ 17 ] |
| 2006 | | Ellen Johnson Sirleaf           | Liberia                                 | [ 18 ] |
| 2007 | | António Guterres Angelina Jolie | Portugal Vereinigte Staaten             | [ 12 ] |
| 2008 | | Kofi Annan                      | Ghana                                   | [ 19 ] |
| 2011 | | Brokaw-Familie                  |                                         | [ 20 ] |
| 2012 | | John C. Whitehead               |                                         | [ 21 ] |
| 2013 | | George Soros                    |                                         | [ 22 ] |